# Epictia subcrotilla
Espèce
Synonymes
- Leptotyphlops subcrotillus Klauber, 1939

Statut de conservation UICN

 LC  : Préoccupation mineure
Epictia subcrotilla est une espèce de serpents de la famille des Leptotyphlopidae.

## Répartition
Cette espèce est présente au Pérou et en Équateur. On la trouve du niveau de la mer jusqu'à 300 m d'altitude. Elle vit dans les déserts côtiers et dans la forêt tropicale sèche.

## Description
L'holotype de Epictia subcrotilla mesure 188 mm dont 17 mm pour la queue, et dont le diamètre au milieu du corps est de 2,3 mm.

## Publication originale
- Klauber, 1939 : Three new worm snakes of the genus Leptotyphlops. Transactions of the San Diego Society of Natural History, vol. 9, n. 14, p. 59-65 (texte intégral).